# Abd al-Aziz ben al-Hasan
Abd al-Aziz ben al-Hasan (24 de febrer de 1878 o 18 de febrer de 1881- Tànger 10 de juny de 1943) fou sultà del Marroc de 1894 a 1908.
Fill de Mawlay al-Hasan i Laila Rukayya (d'origen circasià). A la mort del seu pare en una expedició el 9 de juny de 1894 fou proclamat soldà a Rabat amb el suport del hadjib Ahmad ben Musa (conegut com a Ba Ahmad) que havia estat el seu preceptor, i que fou nomenat gran visir i va portar els afers fins a la seva mort el 13 de maig de 1900. El 1897 es va enviar una ambaixada a França i el 1898 hi van haver algunes revoltes a la frontera algeriana.
Després del 1900 el soldà va caure sota influència d'un grup d'europeus entre els quals Sir Harry Mc Lean, instructor de la infanteria marroquina, que va introduir al soldà en les coses modernes com la fotografia, el joc de billar, rellotges, etc. cosa que va provocar l'hostilitat de l'element conservador. El 1901 va voler reformar igualitàriament l'impost tarlib, per suprimir els privilegis existents. Llavors es va revoltar a Taza un agitador (rugi o er-rogui) de nom Djilali ben Idis al-Zahruni al-Ysusufi conegut com a Bu Hmara o Abu Hamara o Bu-Hamala (els seus enemics l'anomenaven Bu_Hamara), que deia ser germà del sultà, i que es va apoderar de la regió a l'est de Fes (1902) i el 1903 fins i tot va amenaçar la capital. La revolta d'Er-Rogui o Bu-Hamala, va obligar el soldà a demanar un préstec a Espanya i França.
El 1902 el soldà va concedir a França el permís per construir el ferrocarril al sud del territori passant per l'oasi de Figuig i un recorregut de 1500 km. També va encarregar moneda a França i Alemanya. El 1904 fou nomenat paixà de Tànger Er-Raisuli, que se sospitava havia participat en el segrest d'uns súbdits americans. França va signar convenis amb Gran Bretanya i Espanya i fet això va decidir establir policia pròpia a Tànger dirigida per oficials francesos. En el conveni amb Espanya, els dos països es van repartir el Marroc secretament en dos zones d'influència.
Les potències europees a més exercien pressions per protegir els residents, evitar incidents a la frontera (zona de Figuig) i obtenir garanties de les quantitats deixades en préstec. Aquestes pressions van culminar amb la visita del kaiser Guillem II d'Alemanya a Tànger el 31 de març de 1905, esclatant la Primera Crisi Marroquina. Alemanya considerava que els tractats signats amb França vulneraven el conveni internacional de Madrid sobre el Marroc, però el problema es va solucionar amb el reconeixement de la situació de privilegi de França i la proposta (oficialment del sultà) d'arranjar definitivament els afers marroquins amb una conferència internacional i que tots els estats signataris del conveni de Madrid van acceptar. Es va reunir la Conferència d'Algesires iniciada el 16 de gener de 1906. Les divuit sessions es van acabar el març; Alemanya va intentar afavorir a Espanya però el govern espanyol ja estava lligat amb França per un tractat secret. Les decisions de la conferència foren acceptades pel soldà el 18 de juny de 1906.
El 1906 es van produir noves revoltes, especialment a la zona del riu Muluya, i França va planejar altre cop estendre la seva frontera algeriana abraçant part del Marroc. A finals d'agost o començaments de setembre, el cadi d'Haha, Anflus, va fer una operació contra Mogador, i a Marràqueix el virrei Muley Abd al-Hafid, cunyat de Mulay Abd al-Aziz, va començar a utilitzar el títol de sultà. La policia francesa havia d'actuar a les ciutats de la costa, i la situació va provocar la intervenció de la marina franco-espanyola que van fer alguns atacs encara que l'esquadra espanyola no va continuar.
El març de 1907 el metge francès Mauchamp fou assassinat a Marràqueix. El dia 29 el general francès Lyautey, comandant de les forces d'Orà, ocupava la ciutat marroquina d'Oujda. Per la seva evacuació França va imposar condicions (càstig pels assassins, indemnització per la família, i creació d'un establiment de beneficència), que foren immediatament acceptades. Però Oudja no fou evacuada.
El 9 de juliol França va començar a practicar als ports la investigació duanera. Va córrer el rumor que pedres de sepulcres s'havien utilitzat en la construcció d'un port, i el dia 30 de juliol vuit estrangers (tres francesos, tres italians i dos espanyols) foren assassinats. El 4 d'agost el general Lyautey era nomenat comandant en cap d'una expedició militar; el 5 d'agost França va fer la corresponent represàlia: els creuers de guerra Galilée i Du Chayla van desembarcar forces a Casablanca, i van atacar les cabiles de la regió amb granades de melinita. Des de Casablanca el general Drude, amb 15000 homes, va iniciar l'anomenada pacificació del país.
Mentre una altra esquadra dirigida per l'almirall Philibert, amb 9 vaixells, amenaçava els ports del nord i nord-oest. El dia 16 d'agost de 1907 Muley Hafid (Mawlay Hafid Abd al-Aziz) fou proclamat soldà a Marràqueix, amb un programa d'alliberament nacional contra el jou estranger. Al mateix dia també es va proclamar soldà a Tànger Muley Muhammad, tercer fill de Muley Hassan. En endavant el govern francès va haver de fer les seves accions en nom de Muley Abd al-Aziz, que depenia financerament de França. L'ambaixadors de Muley Hafid no foren rebuts ni a París, ni Berlín (17 d'octubre) ni a Londres. Mentre les tropes d'Amade, successor de Drude, van passar a Chauya (començaments del 1908, fins al 1909). Altres tropes van avançar des d'Alger i el sud d'Orà, movent-se cap al sud i sud-est del Marroc. Dahra fou declarada província francesa i Bu-Denib residència del governador general de l'Oued Chir.
El maig de 1908 Alemanya va acceptar rebre els delegats del soldà de Marràqueix; Hafid va entrar a Fes el 7 de juny i Abd al-Aziz ja només era reconegut soldà a les ciutats de la costa occidental. En lloc d'evacuar Chauya com s'havia pactat, els francesos van ocupar Azemmour el 30 de juny, mentre allà on actuaven de policia cometien alguns abusos. El juliol de 1908 el soldà va organitzar una expedició contra Marràqueix, però el 19 d'agost les tribus lleials a Hafid, dirigides pel cadi al-Glaoui (mort a finals d'octubre de 1908) van aconseguir derrotar les forces dels rahama, fidels d'Abd al-Aziz, a Bu Adjiba, a una distància de dos dies de Marràqueix, i Abd al-Aziz va haver de fugir refugiant-se entre els francesos a Casablanca. Va abdicar el 21 d'agost de 1908.
Després d'una breu estada a França es va instal·lar a Tànger on va restar uns quants anys sense ocupar-se de política, fins a la seva mort el 10 de juny de 1943. El febrer de 1909 les potències signatàries de la Conferència d'Algesires van reconèixer formalment a Mulay Hafid com a sultà.
| Precedit per: Hassan I del Marroc | Rei del Marroc 1894 - 1898 | Succeït per: Abdelhafid del Marroc |